# Lenti
Lenti – miasto na Węgrzech, w komitacie Zala, położone w pobliżu granicy z Chorwacją, Słowenią i Austrią.

## Historia
Pierwsze wzmianki o miejscowości pochodzą z roku 1237. Miejscowość miała wtedy nazwę Nempthy (Németi) co sugeruje obecność niemieckich osadników.

## Współczesność
W roku 1970 zostały w tym miejscu odkryte gorące źródła, a w 1978 wybudowano pierwsze baseny, które od tego czasu zostały mocno rozbudowane. Obecnie miejscowość jest popularnym ośrodkiem wypoczynkowym dla turystów z kraju i zagranicy (głównie są to Austriacy i Niemcy).

## Galeria

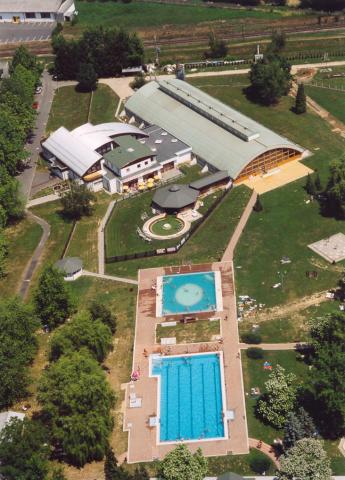
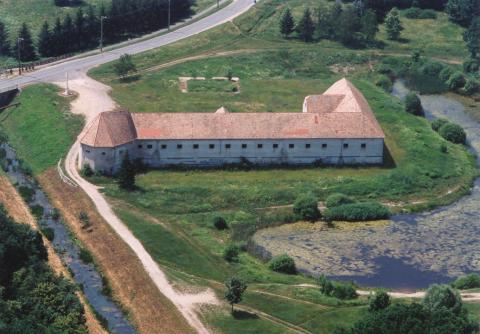
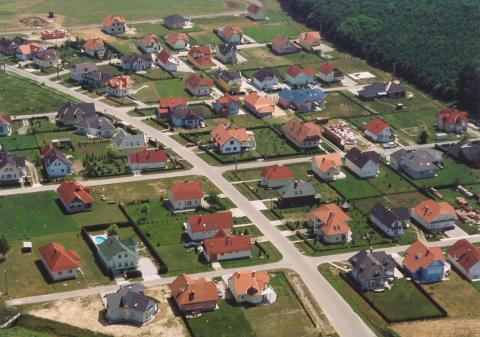
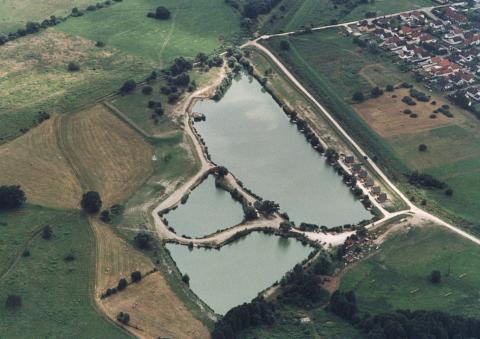

## Miasta partnerskie
- Lendava
- Bad Radkersburg